# 宏基資本
宏基資本有限公司，簡稱宏基資本（英語：Rykadan Capital Limited，港交所：2288），前稱承達國際控股有限公司，於2012年8月31日改為現名。
現時業務在香港和內地經營房地產（包括宏基資本大廈、美邦啟立產業園），和投資企業（凱龍瑞投資有限公司、格利來建材有限公司、承達控股有限公司）。
而現時主席和總裁為陳偉倫，總部於香港黃竹坑黃竹坑道23號宏基滙29樓。
2018年4月20日據土地註冊處資料顯示宏基資本及有關人士過去兩個月斥資逾25億元購入灣仔謝斐道216至220號謝斐大樓41伙住宅及1間舖位，每伙價錢由595萬至638萬元不等，項目現時尚餘1伙及3間商舖仍待收購。佔整棟大廈86%業權。

## 外部連結
- Rykadan.com（页面存档备份，存于）